# Bermudas en los Juegos Parapanamericanos de 2019
La delegación de Bermudas participó en los VI Juegos Parapanamericanos que se desarrollaron en Lima, Perú, entre los días 22 de agosto al 1 de septiembre de 2019. 

## Deportistas por disciplina
| Disciplina     | Hombres | Mujeres | Total |
| -------------- | ------- | ------- | ----- |
| Boccia         | 2       | 1       | 3     |
| Para atletismo | 0       | 1       | 1     |
| Total          | 2       | 2       | 4     |

Fuente: Lima 2019

## Medallistas
| Medalla          | Deportista           | Deporte        | Evento            | Fecha        |
| ---------------- | -------------------- | -------------- | ----------------- | ------------ |
| Medalla de oro   | Jessica Cooper Lewis | Para atletismo | 400m T53 femenino | 24 de agosto |
| Medalla de oro   | Jessica Cooper Lewis | Para atletismo | 100m T53 femenino | 28 de agosto |
| Medalla de plata | Jessica Cooper Lewis | Para atletismo | 100m T53 femenino | 26 de agosto |

Fuente: Lima 2019

## Medallas por disciplinas
| Deporte        | Medalla de oro, América | Medalla de plata, América | Medalla de bronce, América |   |
| -------------- | ----------------------- | ------------------------- | -------------------------- | - |
| Para atletismo | 1                       | 0                         | 0                          | 1 |
| Boccia         | 0                       | 1                         | 0                          | 1 |
| Total          | 1                       | 1                         | 0                          | 2 |